# 2827 Vellamo
A 2827 Vellamo (ideiglenes jelöléssel 1942 CC) a Naprendszer kisbolygóövében található aszteroida. Liisi Oterma fedezte fel 1942. február 11-én.